# Xerini
A Xerini az emlősök (Mammalia) osztályának rágcsálók (Rodentia) rendjébe, ezen belül a mókusfélék (Sciuridae) családjába tartozó nemzetség.

## Rendszerezés
A Xerini nemzetségbe  3 nem és 6 faj tartozik:
- Atlantoxerus Forsyth Major, 1893 – észak-afrikai ürgemókus: 1 faj, Marokkó és Algéria
  - észak-afrikai ürgemókus (Atlantoxerus getulus) Linnaeus, 1758
- Spermophilopsis Blasius, 1884 - 1 faj
  - hosszúkarmú ürgemókus (Spermophilopsis leptodactylus) Lichtenstein, 1823
- Xerus Hemprich & Ehrenberg, 1833 – valódi ürgemókusok, 4 faj, Afrika, kivéve a Szaharát